# Planuri de amenajare a apelor din România

## Primele planuri legate de amenajarea apelor

### Proiecte elaborate de specialiști
Primele încercări de concepere a unor lucrări hidrotehnice de ansamblu au fost proiecte întocmite cu mijloace proprii de diferiți ingineri români. Dintre acestea se pot menționa studiile pentru îndiguirea luncii Dunării ale Prof. Anghel Saligny și studiile unui canal magistral din Siret pentru irigarea Bărăganului al Prof. Alexandru Davidescu. Deși aceste studii nu se ocupau de problemele de ansamblu ale unor bazine hidrografice, prin mărimea teritoriilor studiate și prin complexitatea problemelor abordate ele depășeau cadrul unor proiecte având ca obiect rezolvarea unor probleme locale. Privite din prisma unei viziuni moderne, aceste studii dovedeau o mare măiestrie al acestor pionieri în domeniul construcțiilor hidrotehnice. Pe de altă parte însă, studiile scot în evidență și lipsa unei adânciri a problemelor de gospodărire a apelor, care în mare parte erau fie ignorate, fie tratate fără o adâncire suficientă, accentul lor principal fiind rezolvarea problemelor hidrotehnice.
În 1934 Prof. Dorin Pavel publică lucrarea “Plan général d’aménagement des forces hydrauliques de Roumanie” (“Plan general de amenajare a forțelor hidraulice ale României”), prima lucrare de ansamblu, privind amenajarea apelor pe întreg teritoriul țării. Lucrarea se ocupa exclusiv de amenajările hidroenergetice, fără a se ocupa de alte folosințe ale apelor. Spre deosebire de alte lucrări anterioare din România privind centralele hidroelectrice, care analizau doar anumite sectoare ale unui curs de apă, cu condiții mai favorabile pentru o amenajare, în lucrarea sa, Dorin Pavel analiza posibilitățile de utilizare a întregului potențial hidroenergetic al cursurilor de apă.

### Planuri elaborate de organe de stat legate de utilizarea apelor pentru folosințe individuale.
După cel de al doilea război mondial și preluarea puterii de către Partidul Comunist Român, a fost inițiată elaborarea Planului Național de Electrificare a țării urmând modelul sovietic al planului Goelro.  Lenin definise comunismul ca fiind “puterea sovietelor plus electrificarea întregii țări” și în acea perioadă elaborarea unui plan de electrificare reprezenta  una din dogmele ideologice al partidului. Planul analiza toate tipurile de centrale electrice, dar acorda o atenție deosebită uzinelor hidroelectrice. La elaborarea părții hidroenergetice a planului de electrificare au participat specialiștii cei mai calificați din România, fiind de subliniat contribuția adusă de Dorin Pavel, Cristea Mateescu și Dimitrie Leonida.  Obiectul planului fiind electrificarea, amenajarea în scopuri multiple a resurselor hidraulice nu era luată sistematic în vedere. Totuși pentru unele proiecte cuprinse în planul de electrificare se scoteau în evidență și alte avantaje ale amenajării. Astfel, pentru  amenajarea de la  Bicaz pe râul Bistrița, planul arăta că lacul de acumulare Izvorul Muntelui, putea servi și la irigarea a 200.000 ha. în Bărăgan.

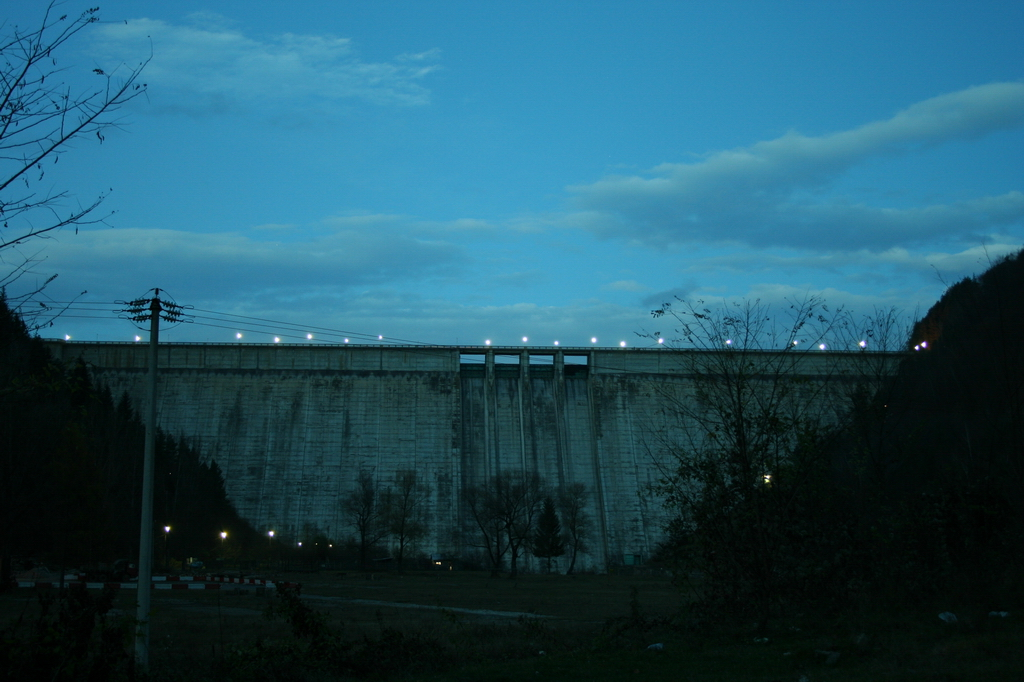
Barajul Izvorul Muntelui

Planul de electrificare, aprobat de Comitetul Central al Partidului Muncitoresc Român la 26 octombrie 1950,  acoperea dezvolatarea energetică a țării pe intervalul 1951 – 1960. Primele centrale hidroelectrice care au fost executate în cadrul acestui plan au fost hidrocentrala Moroeni pe râul Ialomița (începută înainte de aprobarea Planului de Electrificare), hidrocentrala Sadu V pe râul Sadu, lângă Sibiu și hidrocentrala Bicaz de pe râul Bistrița. Programul era primul program de mare anvergură pentru executarea unor lucrări hidrotehnice în România. Totuși, programul era prea ambițios pentru posibilitățile tehnice și economice ale României din 1950. De aceea, administrația a fost nevoită să recunoască lipsa unor capacități de execuțiue suficiente, și să revizuiască prevederile planului. În 1954 au fost întrerupte lucrările la toate hidrocentralele care fuseseră începute, afară de cele trei menționate anterior. Amenajările respective au fost executate mai târziu, după 1960.
Tot după modelul sovietic, unde regimul socialist a inițiat construcția unor mari canale de navigație, autoritățile comuniste din România au inițiat construcția canalului de navigație Dunăre – Marea Neagră, care a început în 1949. Și în acest caz posibilitățile tehnice și economice ale țării au fost subapreciate și, cu toate eforturile făcute, autoritățile comuniste au fost nevoite să abandoneze lucrările în 1954. Lucrările au fost reluate abea în perioada 1965 - 1970, odată cu sistemul de irigații de pe Valea Carasu, iar canalul navigabil a fost executat cu un deceniu mai târziu.

### Planuri de Amenajare Integrală
Cu puțin după aprobarea Planului de Electrificare a fost înființat Institutul pentru Planurile de Amenajare Integrală a Cursurilor de Apă (IPACA), subordonat Direcției Generale Hidrometeorologice (DGH) din cadrul Ministerului Transporturilor Navale și Aeriene (MTNA). Acest institut a elaborat primele planuri de amenajare integrală a apelor din România în perioada 1951-1955. Colectivul de elaborare a acestor planuri era condus de Gheorghe Scodihor. Într-o perioadă în care majoritatea resurselor umane și materiale din domeniul hidrotehnic erau dirijate spre Ministerul Energiei Electrice pentru centralele hidroelectrice din Planul de Electrificare sau spre Direcția Generală a Canalului pentru Canalul Dunăre-Marea Neagră, IPACA nu a avut nici personalul, nici finațarea necesară pentru realizarea unor planuri viabile. Lipsite de studii de teren care să furnizeze datele de bază necesare și chiar de posibilitățile de a face recunoașteri de teren,  studiile elaborate de IPACA constituiau mai mult un exercițiu teoretic cu puține aplicații practice. Totuși ele au servit la o identificare a problemelor pe care planurile de amenajare trebuiau să le rezolve și au pus bazele Planului Național de Amenajare a Apelor de mai târziu.

## Planul Național de Amenajare a Apelor din România

### Formarea Comitetului de Stat al Apelor
În 1956 a fost înființat Comitetul de Stat al Apelor (CSA), care a preluat sarcinile Direcției Generale Hidrometeorologice din cadrul Ministerului Transporturilor Navale și Aeriene. Președinte al Comitetului a fost numit Ion Bernacki. Era pentru prima oară când se crea în România un organ central care să se coordoneze toate problemele legate de ape. Într-o perioadă când în multe funcții de conducere se aflau persoane total necalificate, promovate exclusiv pe criterii politice, Ion Bernacki era un inginer cu experiență, care fusese antreprenor și după aceea avusese diferite funcții de răspundere.
Profitând de faptul că planul de investiții al Ministerului Energiei Electrice fusese mult redus, în special în domeniul hidroelectric, și că lucrările la Canalul Dunăre-Marea Neagră fuseseră sistate, el a reușit să atragă în noua direcție generală a apelor ingineri de valoare printre care Aristide Teodorescu, Ion Hortopan. Alexandru Nissim, Mircea Stănculescu, Ovidiu Blaga, Vsevolod Cozelciuc și mulți alții, reușind să-și creeze o echipă foarte puternică. Fără a fi un specialist în domeniul apelor, Ion Bernacki și-a dat în scurt timp seama că noul comitet nu dispunea de informații nici asupra folosirii apelor nici asupra necesităților. În consecință în perioada în care își organiza noul comitet, el a concentrat eforturile în direcția creării unui cadastru al apelor. Elaborarea primului cadastrul a fost terminată în 1959, iar în perioada următoare au fost făcute actualizări anuale, furnizând CSA date la zi asupra utilizării apelor din România. Metodologiile de culegere și de actualizare anuală a datelor de cadastru elaborate în acea perioadă au fost menținute până în 1989.
Considerând acest cadastru ca un punct de plecare, Ion Bernacki a trecut la etapa a doua a viziunii sale, anume la elaborarea unui plan care să definească perspectivele de amenajare a apelor și etapizarea acestei dezvoltări. Experiența planurilor de amenajare elaborate de IPACA arătaseră că elaborarea unor planuri viabile necesita resurse umane și materiale mult mai considerabile. Ion Bernacki are meritul de a fi reușit să convingă guvernul de importanța acestor acțiuni, astfel încât în anul 1959 Comitetul de Stat al Apelor a fost reorganizat, dându-i-se sarcini mai mari decât înainte, atât în domeniul planificării cât și în domeniul execuției.
Printre măsurile organizatorice luate, a fost și cea de a se trece în subordinea comitetului Institutul de Proiectări  pentru Construcții Hidrotehnice (fosta unitate de proiectate a Direcției Generale a Canalului Dunăre-Marea Neagră] care a fost numit Institutul pentru Planuri de Amenajare și Construcții Hidrotehnice (IPACH). Pentru activitatea de planuri de amenajare au fost create două sectoare noi ale institutului, la care a fost transferată o parte din personalul Direcției Generale a Apelor, au fost repartizați ingineri din alte sectoare ale institutului, făcându-se în același timp și numeroase angajări noi,
Președinte al Comitetului de Stat al Apelor mărit a fost numit Gheorghe Hossu, un activist de partid, fără talente deosebite de conducător. Gheorghe Hossu fusese conducătorul Direcției Generale a Canalului Dunăre-Marea Neagră care fusese desființată. Chiar dacă oprirea lucrărilor canalului avea multe alte cauze decât lipsa de viziune a lui Gheorghe Hossu, un conducător mai abil ar fi reușit să asigure o transformare a unităților din subordine în altele mai adaptate condițiilor economice ale României din acel moment, ceea ce nu a fost cazul. După aceea, Hossu fusese numit Ministru al Construcțiilor, reușind să ducă și acest minister la desființare. Viitorul avea să arate că și Comitetul de Stat al Apelor avea să fie suprimat tot în timpul când era condus de el. Chiar în sistemul comunist, unde judecățile de valoare nu se bazau neapărat pe eficiență, este greu de găsit un conducător cu rezultate mai jalnice.
Ion Bernacki a rămas vicepreședinte al Comitetului de Stat al Apelor, principala lui sarcină fiind urmărirea elaborării planurilor de amenajare,

### Elaborarea planurilor de amenajare ale Comitetului de Stat al Apelor
Elaborarea planurilor de amenajare a început chiar înainte ca toată organizarea noii echipe să fie terminată. În cadrul Direcției Generale a Apelor s-a organizat un colectiv condus de Ion Hortopan, sub direcția tehnică a lui Aristide Teodorescu, care a început elaborarea planului pentru bazinul hidrografic Timiș-Bega și al celorlalte bazine hidrografice din Banat. Acest colectiv avea să fie ulterior transferat la IPACH.
După organizarea institutului, în perioada 1959 – 1962 au fost elaborate planurile de amenajare ale bazinelor hidrografice și planul de Amenajare a Apelor din România. Pentru anumite subbazine au colaborat la acest exercițiu și direcțiile de ape ale diferitelor bazine hidrografice, sub îndrumarea IPACH, în scopul de a crea și pe teritoriu capacitatea de a aborda în mod unitar activitățile de gospodărire a apelor.

#### Metodologiile de elaborare a planurilor de amenajare
Primele planuri de amenajare au arătat că în acea perioadă nu se dispunea de experiența necesară atacării unei lucrări de asemenea anvergură și că nu exista un precedent. De aceea, un prim efort a îndreptat spre stabilirea conținutului și elaborarea metodologiilor de întocmire a planurilor de amenajare. Normativele de conținut au asigurat elaborarea diferitelor planuri pe bazine hidrografice pe baze unitare, asftel încât să se poată face o sinteză pe țară a prevederilor de plan.
Din punct de vedere metodologic, cele mai importante progrese au fost 
- - calculele de gospodărire a apelor în cadrul cărora s-au stabilit metodele de determinare a necesarului de apă, în special cel al irigațiilor, ținând seama de condițiile climatice. În continuare s-au stabilit metodele de calcul al bilanțului dintre disponibilul  și cerințele de apă prelucrându-se apoi statistic rezultatele pentru determinarea volumelor lacurilor de acumulare necesare. Pentru calculele de gospodărire a apelor au fost concepute modele matematice pe baza cărora s-a trecut la utilizarea calculatoarelor electronice. Pentru aceasta s-a făcut apel la calculatoarele Institutului de Fizică Atomică, primele calculatoare electronice executate în România și de altfel singurele existente în țară la acea dată. În anul 1960 utilizarea calculatoarelor electronice era în general în faze incipiente în majoritatea țărilor. România a fost prima țară care a normat utilizarea modelelor matematice ca metodă standard, aplicabilă în toate studiile de gospodărire a apelor.
  - calculele de eficiență economică în care se fixa o metodologie prin care raportul dintre costul lucrărilor de gospodărire a apelor și beneficiile realizate constituia criteriul de bază pentru alegerea și eșalonarea lucrărilor de gospodărire a apelor. Adoptarea unui criteriu economic obiectiv avea scopul de a elimina deciziile politice arbitrare în alegerea lucrărilor. Metodologia de calcule economice a dat naștere la ample controverse, dar în cele din urmă a fost avizată favorabil de Institutul de Cercetări Economice al Academiei. În elaborarea metodologiei de calcule economice, o contribuție esențială a fost cea a lui Andrei Filotti și Mircea Stănculescu.

#### Elaborarea planurilor de amenajare pe bazine hidrografice
Planurile de amenajare propriu zise au fost întocmite de colective pe bazine hidrografice în modul următor:
- - Bazinul Someș coordinat de Dinu Grozescu. Acest colectiv s-a ocupat și de bazinele râurilor Iza și Vișeu
  - Bazinul Crișurilor coordonat de Paul Solacolu
  - Bazinul Mureș coordonat de Ion Hortopan
  - Bazinul Jiu coordonat de George Enescu
  - Bazinul Olt coordonat de Sandu Condeescu. Aceste colectiv s-a ocupat și de bazinele râurilor Vedea  și Teleorman
  - Bazinul Argeș coordonat de Paul Solacolu
  - Bazinul Ialomița coordonat de Dan Brăneanu
  - Bazinul Siret coordonat de Andrei Filotti
  - Bazinul Prut coordonat de Mircea Iordănescu
  - Bazinul Dunării coordonat de Gheorghe Hârjeu. Acest colectiv s-a ocupat și de Delta Dunării și de Dobrogea.

Activitatea colectivelor de elaborare era coordonată de un grup de consilieri, dintre care sunt de menționat Gheorghe Scodihor, Constantin Șeibulescu și Aristide Teodorescu. Din partea Comitetului de Stat al Apelor sarcina de a urmări elaborarea planurilor de amenajare îi revenea Direcției Tehnice, coordonate de Alexandru Nissim și Mircea Stânculescu.
Pentru exercițiul de elaborare a planurilor de amenajare Comitetul de Stat al Apelor reușise să strângă la un loc marea majoritate a specialiștilor în gospodărirea apelor din țară, formând o echipă deosebit de puternică.
Un efort deosebit l-a necesitat planul de amenajare al Dunării, în care intra și studiul deltei. Delta Dunării era puțin cunoscută la acea dată. De aceea, colectivul condus de Gheorghe Hârjău, avându-l drept principal colaborator pe Ion Zbarcea a avut la dispoziție o flotilă de 7 vase, atât pentru diferite studii topografice cât și pentru activitatea de elaborare a planului. Colectivul a petrecut peste doi ani pe teren, studiile, cuprinzând și sistemul de lacuri litorale Razelm-Sinoe .

^{Din grafic se vede că România este una din țările europene sărace în resurse de apă}

#### Elaborarea planului național de amenajare a apelor
Planul național de amenajare a apelor urma să constituie o sinteză a planurilor de amenajare pe bazine hidrografice, analizând legăturile dintre propunerile acestora și elaborând un program general de măsuri în domeniul gospodăririi apelor. Astfel, planul de amenajare era mult mai mult decât un program de investiții în lucrări de amenajare a cursurilor de apă, fiind un document pentru fundamentarea unei politici naționale în domeniul gospodăririi apelor. Planul național de amenajare determina soluții, ținând seama de toate necesitățile economiei naționale și scotea în evidență sarcinile care reveneau diferitor ministere interesate pentru asigurarea unei gospodăriri coerente a apelor care să satisfacă toate aceste necesități, depășind cadrul unui plan departamental, care să privească doar lucrările de investiții și măsurile care reveneau Comitetului de Stat al Apelor. Sarcina coordonării planului național i-a revenit lui Andrei Filotti, în calitate de șef de proiect.
Pentru prima oară planul național a scos în evidență faptul că România este una din țările cele mai sărace în resurse de apă din Europa, (vezi figura alăturată), în contradicție cu impresia încetățenită până atunci. Resursele care ajung în cursurile de apă din precipitațiile de teritoriul țării (resursele endogene) specifice ale României raportate la populație sunt de 1.894 m³/an, loc. iar cele raportate la suprafață corespund unui strat de apă de 0,18 m. După ambele criterii România este una din țările cu resursele de apă cele mai scăzute din Europa. Luând în considerare și resursele de apă exogene (care reprezintă aportul râurilor care se formează pe teritoriul altor țări și intră apoi pe teritoriul țării) - în cazul României Dunărea și cursurile de apă din bazinul Siretului superior - de 170 km³/an, resursele totale de apă ale României se ridică la 212 km³/an. De aceea, România depinde în foarte mare parte de resursele de apă venind din diferite țări din amonte. Bazat pe aceste concluzii, planul de amenajare a preconizat utilizarea cu precădere a resurselor de apă ale Dunării, ceea ce ar fi asigurat un drept de preemțiune asupra resurselor exogene în cazul unor negocieri ulterioare cu celelalte țări riverane. În același timp planul de amenajare cuprindea propuneri de realizare a unui ansamblu de lucrări de gospodărire a apelor în principal:
- - lacuri de acumulare, care să ducă a o redistrubuire a resurselor de apă în timp, reținând excesul de apă din perioadele ploioase pentru a putea suplimenta debitele în perioadele secetoase;
  - derivații care modifice repartiția teritorială a resurselor de apă, transferând debitele din zonele mai bogate în apă în spre cele mai sărace.

Pentru protecția împotriva inundațiilor, planul de amenajare preconiza un ansamblu de lucrări de îndiguire, corelate cu lacuri pentru reținerea debitelor de viitură și. în unele cazuri. derivații care să conducă debitele de viitură în zone în care nu provocau pagube. În același timp, planul de amenajare preconiza măsuri de sistematizare a luncilor inundabile, evitându-se amplasarea unor obiective importante în zone în care putea fi afectate de undele de viitură. În sfârșit, deși la acea dată economia nu era încă foarte dezvoltată, planul de amenajare preconiza măsuri pentru protecția calității apelor, atât prin stații de epurare cât și printr-o politică de amplasare rațională a obiectivelor economice, care făcea posibilă utilizarea succesivă a resurselor de apă de către mai multe folosințe.
De asemenea planul de amenajare a insistat asupra necesității unor lucrări de utilizare a teritoriului (împăduriri, agricultură rașională) care să ducă la conservarea resurselor de apă și la mărirea resurselor utilizabile. În același timp, ținând seama de penuria resurselor de apă, planul de amenajare preconiza luarea unor măsuri de economisire a apei și de reducere a pierderilor.
Planul de amenajare elaborat a răspuns tuturor acestor sarcini și era așteptat ca, după avizarea lui de către Consiliul Tehnic al Apelor, el să fie prezent Consiliului de Miniștri spre aprobare. Din motive complet nelegate de planul de amenajare, Ion Bernacki a fost eliberat din funcția de vice-președinte al Comitetului de Stat al Apelor cu câteva luni înainte de finalizarea planului. Nu se știe dacă Gheorghe Hossu, președintele CSA, considera că demiterea vicepreședintelui său fusese determinată de greșeli în orientarea lui Ion Bernacki sau era determinată de alte motive, în orice caz, el a considerat mai prudent să nu continue activitățile pe care Ion Bernacki le promovase. Fapt este că, Gheorghe Hossu, complet ignorant în materie, nu și-a dat seama de importanța unei gospodăriri coordonate a apelor la nivel inter-ministerial și, în consecință, a decis că planul de amenajare trebuia să fie un document pur intern al Comitetului de Stat al Apelor, care nu trebuia trimis la Consiliul de Miniștri nici măcar ca informare și cu atât mai puțin pentru aprobare. Din punctul de vedere al președintelui C.S.A. activitatea de planificare în domeniul gospodăririi apelor  era terminată. Din dispoziția lui Gheorghe Hossu, Planul Național de Amenajare a Apelor din România, cuprinzând lucrările și măsurile care reveneau diferitelor ministere nici măcar nu a fost difuzat acestor ministere pentru a lua cunoștință de ele.
Chiar dacă ulterior, persoane cu cadre de răspundere au căutat să ia măsuri corective care să atenueze efectele negative ale acestei decizii, lipsa de coordonare dintre diferitele organe care răspundeau de diferite aspecte legate de gospodărirea apelor a continuat să se manifeste în perioada ulterioară și mai persistă și în prezent. 

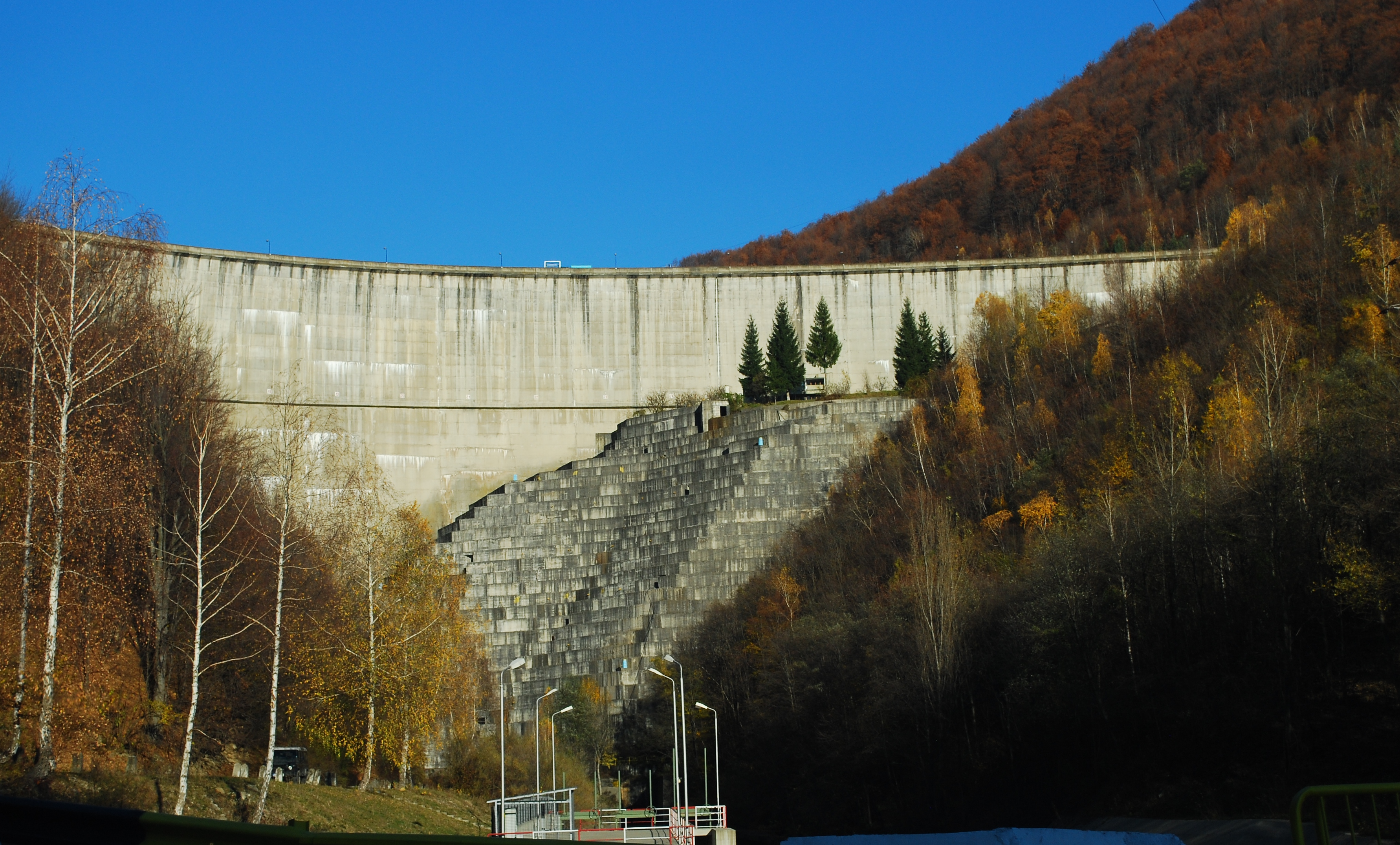
Barajul Paltinu

## Activități de planificare în domeniul gospodăririi apelor după Planul Național de Amenajare

### Perioada 1962 – 1970
În aceste condiții, majoritatea birocraților din sistemul C.S.A. considerau că activitatea de gospodărire a apelor era terminată cu elaborarea planului național de amenajare și că, în continuare, urma să se treacă la executarea proiectelor care fuseseră identificate ca necesare. Colectivele care participaseră la planul de amenajare urmau să fie desființate iar personalul repartizat la colectivele de proiectare pentru lucrări de gospodărire a apelor, în special pentru lucrări de baraje. Au existat însă și păreri contrare. Astfel, Andrei Filotti și alți colaboratori ai săi au căutat să convingă organele de conducere că activitatea de gospodărire a apelor nu se termină cu planurile de amenajare, că studii de gospodărire a apelor sunt necesare și în etapele de proiectare, cu precădere la faza de justificare a proiectelor. Susținători ai acestor principii erau Ion Teodorescu directorul institutului și Radu Pop directorul tehnic. Neavând posibilitatea de a se opune direct viziunii C.S.A. ei au decis totuși să mențină în cadrul IPACH un atelier extrem de redus specializat în studii de gospodărire a apelor, axat pe studiile necesare lucrărilor de investiții.
Orientarea s-a modificat începând de la sfârșitul anului 1964 când Ion Teodorescu a fost numit vicepreședinte al Comitetului de Stat al Apelor. Urmărind elaborarea planurilor de amenajare în calitate de director al institului de proiectare și înțelegând importanța unor studii amănunțite de gospodărire a apelor, el a accentuat condițiile tehnice cerute de CSA pentru aprobarea și promovarea lucrărilor de investiții, ceea ce implicit a determinat I.P.A.C.H. să mărească personalul afectat acestei specialități. În 1967 colectivul de gospodărire a apelor crescuse până la a ajunge la nivel de sector, inginer șef al sectorului rămănând Andrei Filotti. Dintre specialiștii care lucraseră la planurile de amenajare au rămas în cadrul sectorului, Paul Solacolu, Paul Stegăroiu, Dinu Grozescu și alți ingineri mai tineri.
Chiar încă înainte de terminarea planului de amenajare a început executarea unor lucrări de gospodărire a apelor, activitatea de investiții continuând mai interns după aceea. Dintre lucrările de gospodărire a apelor importante ale acestei perioade se pot cita barajul Strâmtori de pe râul Firiza, barajul Paltinul de pe râul Doftana, barajul Poiana Uzului de pe râul Uz, barajul Vidraru de pe râul Argeș, barajul Stânca-Costești de pe râul Prut și altele. 
De asemenea, pentru producția de energie hidroelectrică s-a executat cascada de centrale hidroelectrice de pe râul Bistrița până la confluența cu râul Siret, Au început, și diferite sisteme de gospodărire a apelor dintre se poate menționa sistemul de lacuri de acumulare din bazinul râului Bahlui pentru apărarea municipiului Iași.
În 1967 Comitetul de Stat al Apelor a fost desființat și activitatea de gospodărire a apelor a fost trecută în responsabilitatea Departamentului de Îmbunătățiri Funciare din cadrul Ministerului Agriculturii. Măsura a fost o greșeală, (care de altfel a fost repetată în 2003), deoarece organele de ape sunt apte de a soluționa problemele create de interesele, adeseori divergente, ale folosințelor de apă, numai dacă sunt independente de toate folosințele. Subordonarea acestor organe unui minister care răspunde de o anumită folosință, elimină posibilitatea acestor organe de a exercita un rol de arbitru obiectiv, creind un conflict de interese.
Se poate argumenta că un factor care a contribuit esențial la această decizie a fost greșeala de a nu se prezenta planul de amenajare al apelor spre aprobarea Consiliului de Miniștri, fapt care ar fi putut crea o înțelegere că activitatea de gospodărire a apelor este în esență interdepartamentală. 

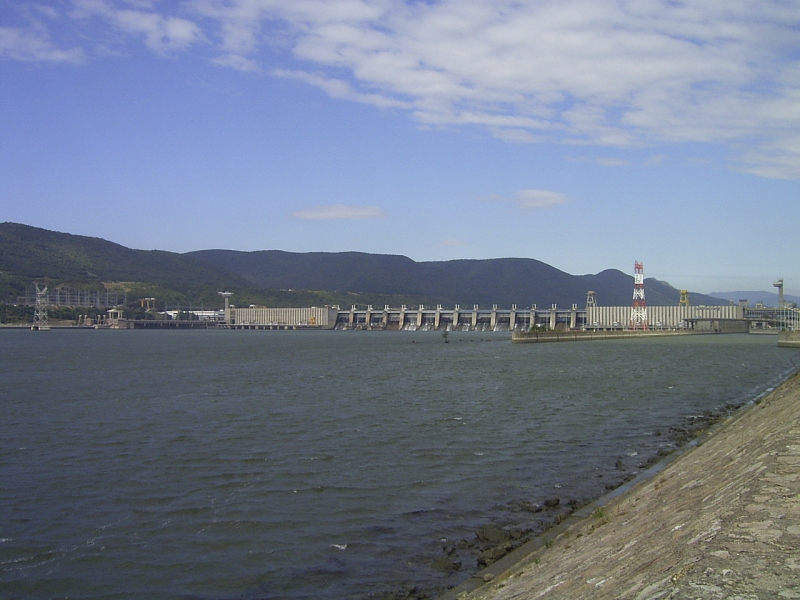
Barajul de la Porțile de Fier

Institutul de proiectări și-a schimbat denumirea în Institutul de Proiectări pentru Îmbunătățiri Funciare și Gospodărirea Apelor (ISPIFGA). Secția de gospodărire a apelor și-a menținut existența și activitatea. Lucrările de îmbunătățiri funciare, în principal lucrări de irigații și de îndiguiri, aveau și ele nevoie de studii de gospodărire a apelor, iar secția de gospodărire a apelor a continuat să se dezvolte.
Dintre lucrările de gospodărire importante de gospodărire a apelor executate în această perioadă trebuie relevată îndiguirea luncii inundabile a Dunării. Dintre diferitele variante de indiguire studiate s-a adoptat varianta cea mai radicală, care scotea de sub inundații suprafața cea mai mare de teren posibilă. Din incintele îndiguite s-au eliminat toate celelalte folosințe, desecându-se toate bălțile din lunca inundabilă a Dunării precum și bălțile dintre brațele Dunării, care formau Insula Borcea și Insula Mare a Brăilei. Această soluție, care este consecința directă a subordonării gospodăririi apelor intereselor agriculturii a avut efectul pozitiv de a pune în valoare noi terenuri agricole, dar a avut efecte negative asupra pisciculturii, reducând în foarte mare măsură fauna piscicolă a Dunării. prin eliminarea bălților care reprezentau zonele de reproducere a peștilor. De asemenea, eliminarea totală a luncii inundabile, a atras după sine creșterea importantă a debitelor de viitură, în special pe Dunărea inferioară. Deși aceste efecte negative au fost prevăzute, ele au fost considerate acceptabile de organele de conducere, față de avantajele aduse agriculturii. În mod justificat, înțelepciunea acestei decizii este pusă la îndoială în prezent. Este poate demn de menționat că soluția era considerată la acea vreme o soluție temporară, pe sectorul româno-bulgar și pe cursul inferior al Dunării urmând să fie executat un lanț de centrale hidroelectrice, care însă nu au fost realizate.
De asemenea în această perioadă s-au intensificat lucrările de irigații, dându-se prioritate celor alimnetate in Dunăre. Pentru satisfacerea cerințelor de energie s-a trecut la executarea sistemelor hidroenergetice de pe râurile Lotru și Sebeș. De asemenea pentru satisfacerea cerințelor de apă din zona carboniferă din Oltenia, s-au executare importante lucrări de amenajare în bazinul Jiu, cu lacurile de acumulare Valea de Pești, Sadu-Gorj și Rovinari precum și îndiguirea luncii Jiului.

### Perioada 1970 – 1989

#### Reorganizarea după inundațiile din 1970
După inundațiile catastrofale din 1970, organele de conducere ale statului au ajuns la concluzia că desființarea fostului Comitet de Stat al Apelor fusese o greșeală. Drept urmare, în 1971 a fost înființat Consiliul Național al Apelor (CNA), președinte al consiliului fiind numit Florin Iorgulescu.
Florin Iorgulescu își făcuse studiile în Uniunea Sovietică și imediat după întoarcerea sa în țară, fusese numit director la Institul de Studii și Cercetări Energetice. De asemenea mai fusese conferențiar pentru disciplina de hidroenergetică la Institutul de Construcții din București. Propulsat direct în funcții de conducere, el nu avusese niciodată contact direct cu activitățile productive. De asemenea, toată activitatea sa fusese orientată spre proiectarea de centrale hidroelectrice și nu avea decât informații cu totul generale cu privire la gospodărirea apelor.
Inițial Consiliul Național al Apelor nu avea sarcini de investiții, dar după un alt an de inundații grave, în 1975, sarcinile CNA au fost mărite prin preluarea activităților de investiții pentru lucrări de gospodărire a apelor de la Ministerul Agriculturii.
În paralel cu măsurile de restructurare la nivelul ministerial, activitatea de proiectare din domeniul gospodăririi apelor a trecut la Institutul de Cercetări și Proiectări pentru Gospodărirea Apelor (ICPGA), transformat ulterior, în 1975 în Institutul de Studii, Cercetări și Proiectări pentru Gospodărirea Apelor (ISCPGA). În ceea ce privește activitatea de planificare în domeniul gospodăririi apelor, sarcinile institutului au rămas neschimbate față de cele anterioare. Unitatea de gospodărire a apelor continua să fie răspunzătoare de studiile de încadrare a noilor proiecte de investiții în planurile de amenajare și de punerea la zi a planurilor de amenajare. A fost menținută viziunea  de a avea colective specializate pe bazine hidrografice, astfel încât să poată beneficia de baza de informații pentru fiecare bazin. Conducerea unității i-a fost încredințată în continuare lui Andrei Filotti, în calitate de inginer șef al secției de proiectare.
În perioada 1971 – 1975 investițiile în lucrări de gospodărire a apelor erau  proiectate și realizate în continuare de Departamentul pentru Îmbunătățiri Funciare, iar cele cu specific hidroenergetic de Ministerul Energiei Electrice,  studiile de gospodărire a apelor  și încadrarea în planurile de amenajare fiind asigurate de ICPGA. Ca urmare a inundațiilor din 1970 s-a pus un accent mai mare pe lucrările de combatere a inundațiilor, prin îndiguiri pe principalele râuri interioare printre care Someș, Crișuri, Mureș, Argeș. Ialomița, Bârlad și Prut. Pe lângă îndiguiri, în multe bazine, printre care cel al Târnavelor și bazinul Timiș-Bega s-au executat poldere de atenuare a viiturilor. Pentru  producția de energie s-a realizat barajul Porțile de Fier pe Dunăre și a început amenajarea hidroenergetică a Oltului în aval de confluența cu Lotrul și a Siretului în aval de Bacău.

#### Progrese în domeniul gospodăririi apelor
Pe lângă sarcinile legate de proiectele de investiții propriu zise, sectorul de proiectare al ICPGA  și-a continuat eforturile de lărgire a preocupărilor. În această privință trebuie remarcate următoarele direcții spre care se orienta activitatea:
- - Acordarea unei importanțe sporite problemelor de gospodărire a apelor mari, determinată în mare parte de necesitatea atacării immediate a unor de combatere a inundațiilor. În această privință trebuie scoase în evidență preferința pe care o arăta Andrei Filotti și o parte din colaboratorii săi, în principal Paul Stegăroiu, pentru realizarea unor lucrări de atenuare a undelor de viitură, fie prin lacuri de acumulare, fie prin incinte de atenuare (poldere) față de lucrările de îndiguire, care eliminau efectul natural al luncilor râurilor de a reduce vârful viiturilor și de aceea, creșteau riscul de inundare din aval. Astfel au fost promovate o serie de acumulări sau incinte pentru combaterea inundațiilor pe Târnave, în bazinul râului Bârlad și în alte bazine.
  - Au fost ameliorate modelele matematice, introducându-se primele elemente de logică vagă în domeniul gospodăririi apelor.[1] Ca un prim pas în această direcție s-au introdus diferite condiții de satisfacere a folosințelor neprioritate în perioadele de restricții.
  - Au fost amplificate studiile de gospodărire a calității apelor. În acest domeniu s-a  căutat metode de definire a debitelor minime din albii bazate de date mai științifice, în loc de a considera aceste debite egale cu debitele de etiaj, așa cum se făcuse în planurile de amenajare. Au fost inițiate studii pentru determinarea stațiilor de epurare necesare pentru diferiții poluatori, ținând seama de capacitatea diferitelor cursuri de apă de a accepta anumite deversări fără a depăși limitele admisibile, ca o metodă de etapizare a realizării stațiilor de epurare.
  - A fost abordat studiul sistemelor informatice de gospodărire a apelor, în special a sistemelor de colectare a datelor hidrometeorologice din zonele de altitudine, care nu erau acoperite de sistemul hidrometeorologic existent. Astfel a fost realizat întâi sistemul informațional al bazinului Mureșului Superior. urmat de cel al Argeșului, al Siretului Superior și, al subbazinelor Putna și Buzău. Coordonarea proiectării de sisteme informatice i-a revenit lui Gabriel Sersescu.
  - Au fost inițiate analize ale implicațiilor sociale ale lucrărilor de gospodărire a apelor, În această privință, în cadrul proiectului de amenajare a Mureșului Superior, au fost inițiate studii privitoare la reacțiile populației care trebuia strămutate prin realizarea unor lacuri de acumulare.

În perioada 1971-1974 institutul a beneficiat și de sprijinul Programului Națiunilor Unite pentru Dezvoltare (PNUD), care, pentru a ajuta guvernul român să rezolva problemele de combatere a inundațiilor, a finanțat elaborarea unui Plan de Amenajare Multisectorială a bazinului Mureșului Superior. Programul a permis confruntarea punctelor de vedere ale specialiștilor naționali cu experți din diferite țări occidentale, specializarea  în străinătate a unor ingineri români și introducerea unor tehnici noi.
Totuși, cu toate aceste premize favorabile, activitatea de planificare în domeniul gospodăririi apelor nu a făcut pașii scontați înainte. Majoritatea noilor inițiative au avut rezultate modeste sau au fost sistate. Dificultățile se datoresc faptului că viziunea noului Consiliu Național al Apelor, în special cea a președintelui Florin Iorgulescu, era total diferită de cea a fostului Comitet Național al Apelor. Cadrele de răspundere din fostul CSA au fost îndepărtate: Alexandru Nissim a emigrat, Mircea Stănculescu s-a transferat la alt minister, Ion Teodorescu a fost pus pe linie moartă. Primele divergențe dintre punctul de vedere al CNA și cel al Institutului au apărut imediat după înființarea Consiliului când Florin Iorgulescu s-a declarat complet desinteresat de progamul PNUD pentru Mureșul superior, transferând responsabilitatea acestui proiect Departamentului de Îmbunătățiri Funciare din cadrul Ministerului Agriculturii. Spre deosebire de etapa anterioară, noile inițiative tehnologice au fost privite cu desinteres și au fost sistematic descurajate, un exemplu fiind refuzul de a susține, până în 1978 realizarea unui centru de calcul, absolut esențial pentru dezvolarea modelelor matematice.

#### Abandonarea conceptului Planurilor de Amenajare în favoarea Schemelor Cadru
Divergența totală de puncte de vedere a devenit aparentă în momentul inițierii actualizării planurilor de amenajare pe bazine hidrografice și a planului național. Încă de la elaborarea Planului Național de Amenajare exista premiza actualizării sale după aproximativ 10-15 ani. Această activitate a fost inițiată în 1972, fiind terminată în 1975, însă în locul actualizării Planului Național, Florin Iorgulescu a preferat elaborarea unor “scheme cadru ale bazinelor hidrografice”. Diferența nu este doar una de titulatură. Planurile de amenajare fuseseră văzute ca un instrument de fundamentare a politicii statului în domeniul gospodăririi apelor, care să nu se refere la acțiunile unui singur departament, ci să cuprindă toate ramurile economiei naționale care aveau interese în utilizarea apelor, analizând corelațiile dintre ele și acțiunile de coordonare necesare pentru o dezvoltare coerentă. Spre deosebire de aceasta, schemele de amenajare aveau un scop mult mai limitat, cel de a elabora un plan de investiții pentru Consiliul Național al Apelor. Viziunea lui Florin Iorgulescu era cea că în cadrul sistemului socialist, diferitele ministere trebuie să se ocupe exclusiv de domeniul propriu de activitate, fără a intra în domeniul politicilor de ramură, care erau exclusiv de domeniul partidului. Planificarea era sarcina Comitetului de Stat al Planificării, care avea sarcina de a coordona dezvoltarea diferitelor ministere. Din punctul de vedere al lui Florin Iorgulescu, eventualele probleme de coordonare puteau fi rezolvate prin activitatea de avizare. În acest mod, el considera că reușea să evite conflicte atât cu organele centrale de partid, cât și cu conducătorii altor ministere, conflicte care puteau apare dacă se menținea viziunea planurilor de amenajare. Înlocuirea Planului Național cu schemele cadru a constituit un important pas înapoi față de perioada anterioară. Măsura punea accentul pe investiții, care, în viziunea Partidului Comunist din acea perioadă, erau esențiale pentru construcția socialismului. Dar minimalizând alte activități din gospodărirea apelor, acest punct de vedere s-a dovedit catastrofal în 1989, când lucrările de investiții au fost practic sistate.

Consumuri specifice de apă pe cap de locuitor ale diferitor țări europene.
Lista nu cuprinde țările de pe teritoriul fostei Iugoslavii și Belgia din lipsă de date.
^{Se observă că România este una din țările europene în care consumul specific de apă este foarte ridicat.}

Conceptul schemelor cadru acorda gospodăririi apelor un rol pasiv, de a reacționa la cererile economice ale diferitelor ramuri, dar eliminând orice tendință de a indica altor ramuri măsuri care să poată duce la o gospodărire rațională a apelor. Concepte legate de sistematizarea luncilor inundabile, de utilizare rațională a teritoriului, de creare a unor zone de protecție a lacurilor de acumulare, de rezervare a amplasamentelor au fost abandonate. Drept rezultat, obiective industriale și noi cartiere ale orașelor au fost amplasate în luncile inundabile, greu de protejat prin lucrări de îndiguire. Calitatea apelor a fost neglijată, deoarece stațiile de epurare erau de resortul diferitelor ministere, care le considerau de importanță secundară, fiind neproductive. Economisirea apei, pe care planul de amenajare o considerase o priortate având în vedere situația geografică a țării, nu mai era considerată importantă și însăși menționarea sărăciei resurselor de apă ajunsese să fie considerată o eroare politică. Ca un exemplu al consecințelor negative ale viziunii lipsite de perspectivă se poate arăta creșterea explozivă consumului de apă din România. (vezi figura alăturată). Comparând datele consumului de apă din România cu cel al altor țări europene, se poate constata că, deși este una din țările cele mai sărace în resurse de apă, consumul de apă pe cap de locuitor al României este unul din cele mai ridicate din Europa, depășind cu mult consumul unor țări mai dezvoltate din punct de vedere economic.
Unul din domeniile pe care Consiliul Național al Apelor le-a frânat cu consecvență era cel al gospodăririi calității apelor. Față de perioada de elaborare a planurilor de amenajare din 1959 – 1962, dezvoltarea industrială rapidă, neînsoțită de o dezvoltare corespunzătoare a stațiilor de epurare sau a altor măsuri de protecție a calității apelor, a avut ca urmare o creștere alarmantă a poluării cursurilor de apă. Abordarea acestei probleme risca însă să genereze grave conflicte cu șefii unor departamente puternice, care, de altfel, nu aveau resursele necesare să realizeze sarcinile de investiții și de producție din ce în ce mai grele fixate de partid și în același timp să realizeze lucrări de protecție a mediului, a căror valoare productivă, după criteriile vremii, era nulă.
Unele inițiative au fost considerate reacționare, în special studiile cu caracter sociologic, care erau percepute a diminua rolul conducător al partidului. Aceste temeri erau, probabil, cel puțin într-o anumită măsură justificate. Într-o perioadă în care începuse dărâmarea unei părți imporante din București pentru construirea noului centru civic, populația din cartierele afectate fiind mutată fără a fi consultată, ideea că pentru justificarea unui proiect trebuia întâi populația risca, în caz de generalizare, să incite populația la revoltă și de aceea trebuia înnăbușită în fașă.
Din cauza divergențelor din ce în ce mai inconciliabile, Andrei Filotti a fost nevoit, în cele din urmă, să părăsească institutul, iar conducerile ulterioare ale unității de gospodărire a apelor au avut, poate în mod justificat, o atitudine mult mai puțin combativă într-o dispută pe care nu aveau nicio șansă să o câștige.

#### Regresul în domeniul gospodăririi apelor
Probleme dificile au fost întâmpinate și la nivelul conducerii statului, Nicolae Ceaușescu secretarul general al partidului, în loc de a-și rezerva rolul de a aproba sau nu diferitele proiecte, se angaja din ce în ce mai mult în stabilirea soluțiilor, impunând soluții care erau desavantajoase din punct de vedere tehnic și oneroase din punct de vedere economic. Cele mai mari dificultăți în această privință le-a întâmpinat Paul Solacolu care se coordona concepția sistemelor de gospodărire a apelor din bazinul Argeș, care includea și Dâmbovița. Promovarea unor soluții raționale și care să prezinte siguranța necesară devenea din ce în ce mai dificilă în fața dictatelor politice.
Florin Iorgulescu a fost eliberat din funcție în 1979, devenind directorul ISCPGA. În acel moment însă, unitatea de gospodărire a apelor, pierduse o mare parte din avansul tehnologic pe care îl avusese în 1970. Din cauza lipsei de preocupări noi și de mijloace adecvate schemele de amenajare și studiile de gospodărire a apelor ajunseră să fie sub nivelul unor studii similare elaborate în alte țări.
Numirea lui Ion Iliescu în funcția de președinte al CNA era principial de natură să schimbe situația. Unul din elementele care l-au alarmat în mod deosebit pe Ion Iliescu erau cele de calitate a apelor. Materialele pregătite pe această temă,  care încercau să atragă atenția Comitetului Central al Partidului asupra problemei, au fost, de altfel, prost primite și, dacă nu au condus, măcar au contribuit la eliberarea sa din funcție, în 1984.
Dar, indiferent de eforturile pe care le făcea Ion Iliescu în calitate de președinte al CNA pentru redresarea planificării în gospodărirea apelor, aceste eforturi trebuiau inevitabil să se bazeze pe documentații elaborate în cadrul institutului de studii și proiectare ISCPGA. Director al institutului devenise însă Florin Iorgulescu, care putea greu susține inițiative de natură a infirma acțiunile pe care le luase în perioada în care fusese președinte. Astfel, Ion Iliescu a fost lipsit de principalul sprijin tehnic de care ar fi avut nevoie pentru a-și fundamenta punctele de vedere.
Ultimii 5 ani înainte de 1989 s-au limitat la o luptă de supraviețuire, împotriva unor decizii din ce în ce mai arbitrare luate de Ion Badea, noul președinte al CNA,

## Planurile de amenajare după 1989
După 1989. coordonarea problemele de gospodărire a apelor a revenit Ministerului Apelor, Pădurilor și Protecției Mediului. În anul 2001, departamentul Silviculturii a fost trecut la Ministerul Agriculturii  iar ministerul a fost renumit Ministerul Apelor și Protecției Mediului, În 2003 guvernul Adrian Năstase a inițiat o nouă reorganizare, contopind două ministere și constituind Ministerul Agriculturii, Pădurilor, Apelor și Mediului. Măsura era cu totul aberantă și după câteva luni, suficiente pentru a desorganiza complet activitatea, s-a revenit la structura anterioară, prin înființarea Ministerului Mediului și Gospodăririi Apelor, multe activități care fuseseră desorganizate trebuind refăcute. Nu s-a dat niciodată vreo explicație a acestei erori.
Această înstabilitate de conducere a avut fără îndoială consecințe grave, dintre care cea mai vizibilă au fost pagubele provocate de inundații în diferiți ani consecutivi. culminând cu anul 2005.
În domeniul gospodăririi apelor, trecerea la un nou sistem, cu o economie de piață, implica regândirea întregii viziuni de gospodărire a apelor. Imediat după 1989, toate lucrările de gospodărire a apelor au fost sistate. Unele dintre ele au fost reluate și terminate în anii următori, multe dintre ele nu au fost terminate niciodată. În domeniul planificării, ea justifica reluarea planurilor de amenajare, în cadrul cărora ar fi trebuit să fie definit rolul diferitor unități în realizarea unei gospodăriri eficiente a apelor.
Organele de gospodărire a apelor din acea vreme nu au fost însă capabile de a înțelege diferențele esențiale pe care le implica trecerea la o economie de piață și necesitatea de a se trece la noi structuri. Din contra, au fost menținute chiar viziuni a căror corectitudine era discutabilă în condițiile regimului socialist. Astfel, în domeniul planificării gospodăririi apelor s-a menținut conceptul de scheme cadru de amenajare, care fusese introdus de Florin Iorgulescu în anii 1970 și care limita studiile respective la analiza lucrărilor de investiții. Astfel Legea Apelor, aprobată la 25 septembrie 1996 mai cuprindea numeroase elemente specifice unei economii cu o planificare centralizată dar incompatibile cu o economie de piață.
De altfel, chiar înainte de aprobarea legii, Ministerul inițiase actualizarea schemelor cadru, contractând lucrarea cu institutul Aquaproiect. În cadrul acțiunilor de privatizare, în 1991 secțiile de proiectare ale fostului Institut de Studii, Cercetări și Proiectări pentru Gospodărirea Apelor au format Institutul Aquaproiect. O mică parte din sectorul de gospodărire a apelor a fost trecută la Insitutul de Meteorologie și Hidrologie. Totuși, un institut, în special unul privat, nu poate supraviețui fără contracte, și fiind axat pe un program de investiții care fusese sistat, era inevitabil ca noul institul să se confrunte cu foarte dificile probleme economice. În economiile cu o economie de piață, capacitatea institutelor este acoperită de contracte de consultanță, multe dintre ele nelegate de investiții, care sunt furnizate de diferite organizații guvernamentale sau neguvernamentale. Există numeroase institute de diferite grade care trăiesc exclusiv din asemenea contracte pentru organisme guvernamentale.
Menținerea conceptului de scheme cadru axate pe viitoare investiții, excludea tratarea tocmai a problemelor importante ale epocii de tranziție, în care accentul se punea pe acțiunile de privatizare. O actualizare a planurilor de amenajare ar fi studiat condițiile tehnice în care se făcea privatizarea, punând accentul de regulile de exploatare pe care noii deținători sau concesionari ai lucrărilor ar fi urmat să le respecte. De asemenea, o asemenea actualizare ar fi trebuit să determine regulile care urmau să fie respectate în legătură cu alte elemente, de exemplu cu privire la utilizarea și exploatarea albiilor. Această lipsă de orientare a avut consecințe deosebit de grave. Astfel, multe din lucrările de gospodărire a apelor au fost ulterior concesionate sau privatizate fără existența unor prevederi privind exploatarea în perioadele de ape mari și fără obligații de menținere a funcțiunii descărcătorilor. Au exista amenajări piscicole în bazinul Vedea-Teleorman unde barajele s-au rupt deoarece concesionarii blocau descărcătorii de ape mari pentru a nu pierde producția de pește. Exploatarea excesivă a materialului aluvionar din albii a dus la distrugerea podului de la Mărăcineni de pe Buzău și a podului peste Argeș al căii ferate București-Giurgiu. Actualizarea schemelor de amenajare nu s-a ocupat nici de sistemele informaționale și de funcționarea lor în noua structură administrativă din România. Drept urmare, sistemele care au fost realizate, s-au concentrat doar pe problemele de prognoză hidrometeorologică neglijând aspectele legate de avertizare și intervenție în cazuri extreme. Urmarea a fost că intervențiile atât în perioadele de ape mari cât și în perioadele de poluări accidentale au fost adeseori incorecte și s-au înregistrat pagube importante. Sunt doar câteva exemple ale consecințelor unei viziuni incorecte cu privire la planificarea resurselor de apă în perioada de tranziție.
Era de așteptat ca ministerul să sprijine această schimbare de orientare în profilul institutului, cu atât mai mult cu cât, ca și ministerele corespunzătoare din alte țări, nu putea să aibă capacitatea de a rezolva problemele respective. Ministerul pare însă să nu fi fost conștient de acest rol al institutelor în cadrul economiilor de piață și nu a asigurat institutului lucrări care să acopere capacitatea acestuia. Menținând discuția la nivelul planificării în domeniul gospodăririi apelor, solicitând doar actualizarea schemelor de amenajare, au fost eliminate complet adaptările metodologiilor pentru condițiile specifice unei economii de piață. De exemplu, modelele matematice de gospodărire a apelor, bazate pe principiul asigurărilor de calcul ale economiei socialiste, au fost utilizate în continuare pentru studiile de gospodărire a apelor. În plus, erau eliminate analizele referitoare la corelațiile dintre sectorul public și cel privat. În condițiile privatizate, agravate de constrângerile economice, era imposibil pentru institutul Aquaproiect să finanțeze elaborarea metodologiile respective din resurse proprii, cu atât mai mult cu cât nici în alte țări asemenea studii nu se elaborează în regie prorpie. Rezultatul acestei acțiuni a ministerului a fost că a obținut niște scheme cadru, care nu aduceau nimic nou față de cele anterioare elaborate pe baza unor metodologii improprii unei economii de piață. Limitându-se la a cere scheme cadru în locul unor planuri de amenajare, ministerul nu a obținut informațiile și analizele necesare fundamentării unei politici în domeniul gospodăririi apelor. Drept urmare, politica în domeniul gospodăririi apelor a fost erratică.
Continuând cu ignorarea rolului institutelor în economiile de piață, Ministerul Mediului și Gospodăririi Apelor a continuat să ia deciziile în condițiile unui personal din ce în ce mai redus, fără însă a le fundamenta pe studii și analize furnizate de diferite contractanți. Inerent, partea de gospodărire a apelor din institutul Aquaproiect a fost atrofiată, consecință logică din moment ce specificul de activitate avea o căutare foarte redusă. Situația a fost agravată de diferite discuții cu caracter politic în cadrul cărora Ministerul a fost acuzat că a favorizat în mod nejustificat institutul, deși, așa cum s-a arătat, lipsa unor contracte din partea Ministerului este cauza principală care a dus la reducerea unor domenii de activitate. Aceasta a avut ca urmare o slăbire mai accentuată a capacității institutului în domeniul gospodăririi apelor.
Pentru activitatea de planificare a gospodărire a apelor din România, consecințele sunt însă grave. Memoria instituțională a colectivelor specializate pe bazine hidrografice a fost practic complet pierdută. Partea metodologică este depășită, o bună parte a ei mai fiind la nivelul anilor 1960 – 1970. Experiența unor studii de gospodărire a apelor care să fundamenteze decizii politice în acest domeniu este foarte redusă. obligând practic Ministerul să continue să ia decizii fără o justificare temeinică.